# John W. Dana
John Winchester Dana, född 21 juni 1808 i Fryeburg, Massachusetts (i nuvarande Maine), död 22 december 1867 i Argentina, var en amerikansk demokratisk politiker och diplomat. Han var Maines guvernör 1844 och på nytt 1847–1850.
Dana var verksam som affärsman i Maine. Mellan 1843 och 1844 satt han i Maines senat. I januari 1844 var han guvernör en kort tid i samband med att han tillträdde som talman i delstatens senat. Ämbetet hade blivit vakant och innehades först av David Dunn och sedan av Dana innan Hugh J. Anderson tillträdde som guvernör.
Dana efterträdde sedan 1847 Anderson som guvernör och efterträddes 1850 av John Hubbard. Efter den politiska karriären var Dana verksam som diplomat i Bolivia mellan 1854 och 1859.